# Tipula subnova
Tipula subnova är en tvåvingeart som beskrevs av Alexander 1937. Tipula subnova ingår i släktet Tipula och familjen storharkrankar. Inga underarter finns listade i Catalogue of Life.